# İpek Filiz Yazıcı
İpek Filiz Yazıcı (* 6. Oktober 2001 in Istanbul) ist eine türkische Schauspielerin.

## Leben und Karriere
Yazıcıs Familie kommt aus Of. Zuerst spielte sie 2016 in der Serie Babam ve Ailesi mit. Danach trat sie 2017 in der Serie Kayıtdışı auf. Anschließend spielte Yazıcı in Elimi Bırakma mit. Unter anderem spielte sie in der Netflixserie Love 101 mit. Danach bekam sie eine Nebenrolle in der Fernsehserie Yeni Hayat. Neben ihrer Schauspielkarriere machte Yazıcı Werbung für LC Waikiki und Çokokrem.

## Privates
Im September 2020 wurde Yazıcı zusammen mit ihren Schauspielkollegen Alina Boz und Kubilay Aka positiv auf das Coronavirus getestet. April 2021 wurde bestätigt, dass Yazıcı mit dem Sänger Ufuk Beydemir ein Paar sind.

## Filmografie
Filme
- 2021: UFO

Serien
- 2016: Babam ve Ailesi
- 2017: Kayıtdışı
- 2017: 7 Yüz
- 2018–2019: Elimi Bırakma
- 2020: Yeni Hayat
- 2020–2021: Love 101
- 2022: Son Nefesime Kadar
- 2022: İçimizdeki Ateş